# The Leftovers
The Leftovers är en amerikansk dramaserie baserad på boken med samma namn, skapad av Damon Lindelof och Tom Perrotta. Det första avsnittet visades den 29 juni 2014 på HBO. Den andra säsongen började sändas den 4 oktober 2015. Den tredje säsongen hade premiär 16 april 2017. I Sverige sändes serien på HBO Nordic.

## Handling
The Leftovers utspelar sig tre år efter en världsomspännande katastrof kallad The Sudden Departure, en övernaturlig händelse som inom flera (icke-fiktiva) kristna trosinriktningar kallas för "Uppryckandet". I katastrofen försvann 140 miljoner människor – ca 2% av världens befolkning – spårlöst och utan förklaring den 14 oktober. Efter den händelsen genomgick flera stora religioner en kris, och ett flertal ny kulter och sekter uppstod. En av de mest framträdande nya sekterna var The Guilty Remnant, vars medlemmar utmärker sig genom att kedjeröka, vara klädda i vitt, samt inte tala.
Handlingen i första säsongen, som är en adaption av boken med samma namn, följer i huvudsak familjen Garvey och deras släktingar och bekanta i (det fiktiva) Mapleton i delstaten New York. Kevin Garvey är polischef. Hans fru Laurie har gått med i The Guilty Remnant och vill skilja sig. Sonen Tommy har sökt till college, men lierar sig med en kultledare. Dottern Jill har svårt att finna sin egen plats i familjespillrorna. Nora Durst försöker kommer över förlusten av sin man och två barn som "rycktes upp" i katastrofen. Hennes bror, prästen Matt Jamison, kämpar med sin tro. 
Den andra säsongen fortsätter historien bortom bokens slut. I denna flyttar huvudpersonerna till (det fiktiva) samhället Jarden i Texas. Platsen är även känd som Miracle – där ingen av de ca 9000 invånarna försvann i The Sudden Departure.
Den tredje och sista säsongen utspelas till största delen i Australien. Den utspelar sig 2018, tre år efter andra säsongen, och börjar 14 dagar före sjuårsdagen för "The Sudden Departure".

## Rollista (i urval)

### Huvudroller
- Justin Theroux – Kevin Garvey, Jr.
- Amy Brenneman – Laurie Garvey
- Christopher Eccleston – Matt Jamison
- Liv Tyler – Megan Abbott
- Chris Zylka – Tommy Garvey
- Margaret Qualley – Jill Garvey
- Carrie Coon – Nora Durst
- Emily Meade – Aimee (säsong 1)
- Amanda Warren – Lucy Warburton (säsong 1)
- Ann Dowd – Patti Levin
- Michael Gaston – Dean (säsong 1)
- Max Carver och Charlie Carver – Adam och Scott Frost (säsong 1)
- Annie Q. – Christine

### Återkommande roller
- Paterson Joseph – Henry "Holy Wayne" Gilchrest, Jr. (säsong 1)
- Frank Harts – Dennis Luckey
- Scott Glenn – Kevin Garvey, Sr.
- Janel Moloney – Mary Jamison
- Marceline Hugot – Gladys (säsong 1)